# Time Air of Canada
Time Air of Canada war eine 1966 gegründete Regionalfluggesellschaft, die 1991 von Canadian Airlines übernommen wurde und im Juli 1998 mit Ontario Express zu Canadian Regional Airlines fusionierte (ICAO-Code: TAF; IATA-Code: KI).

## Gründung, erste Jahre und Übernahme

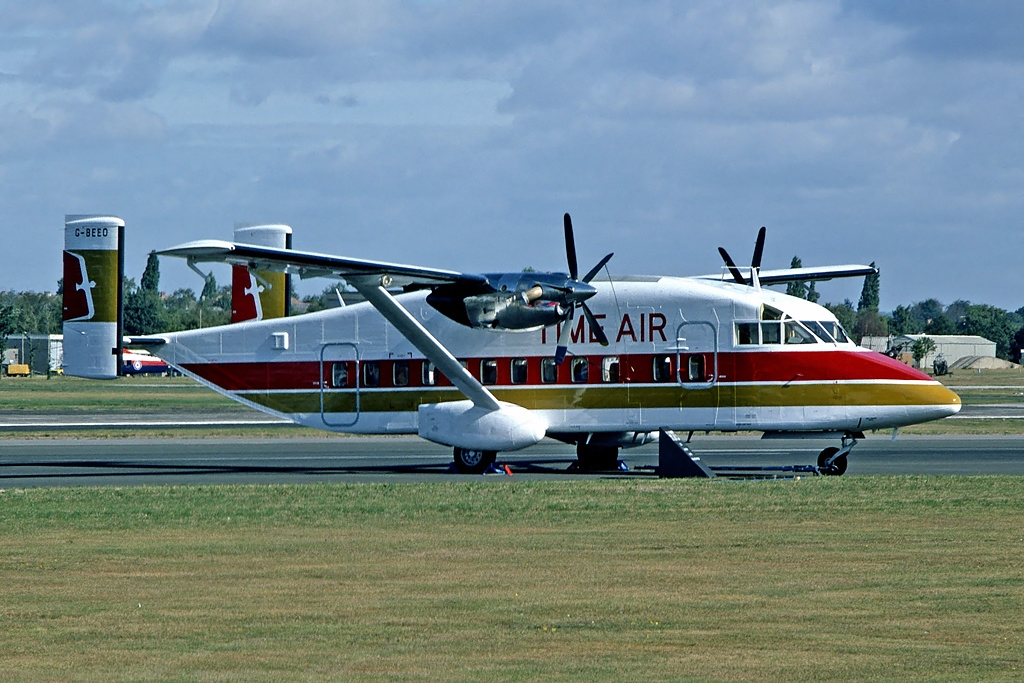
Eine Short 330 der Time Air. Time Air war der Erstbetreiber dieses Typs.

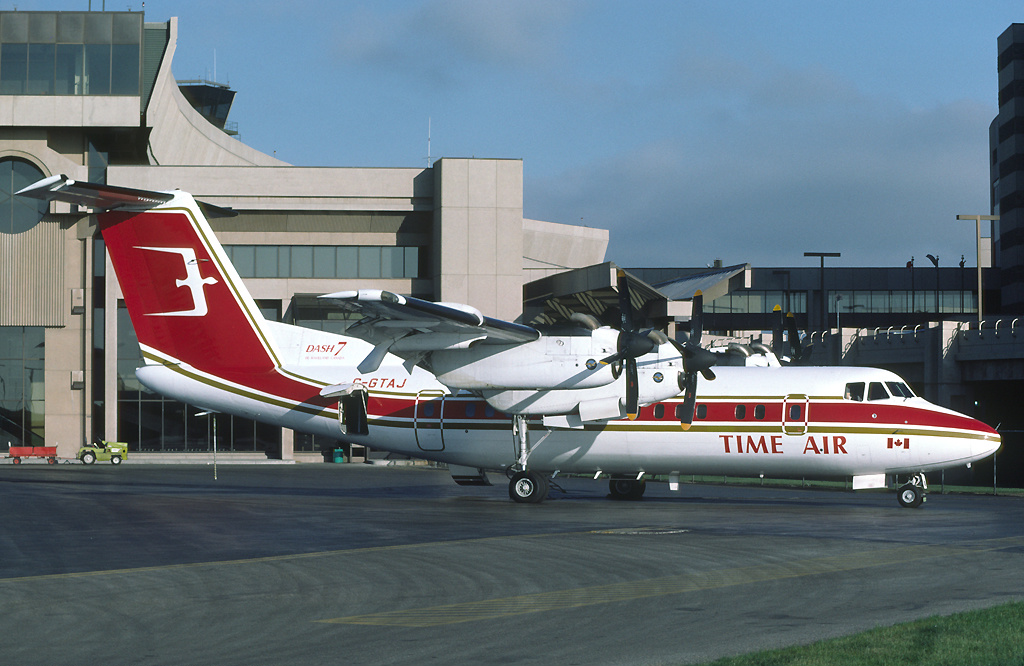
DHC-7 der Time Air auf dem Flughafen von Calgary

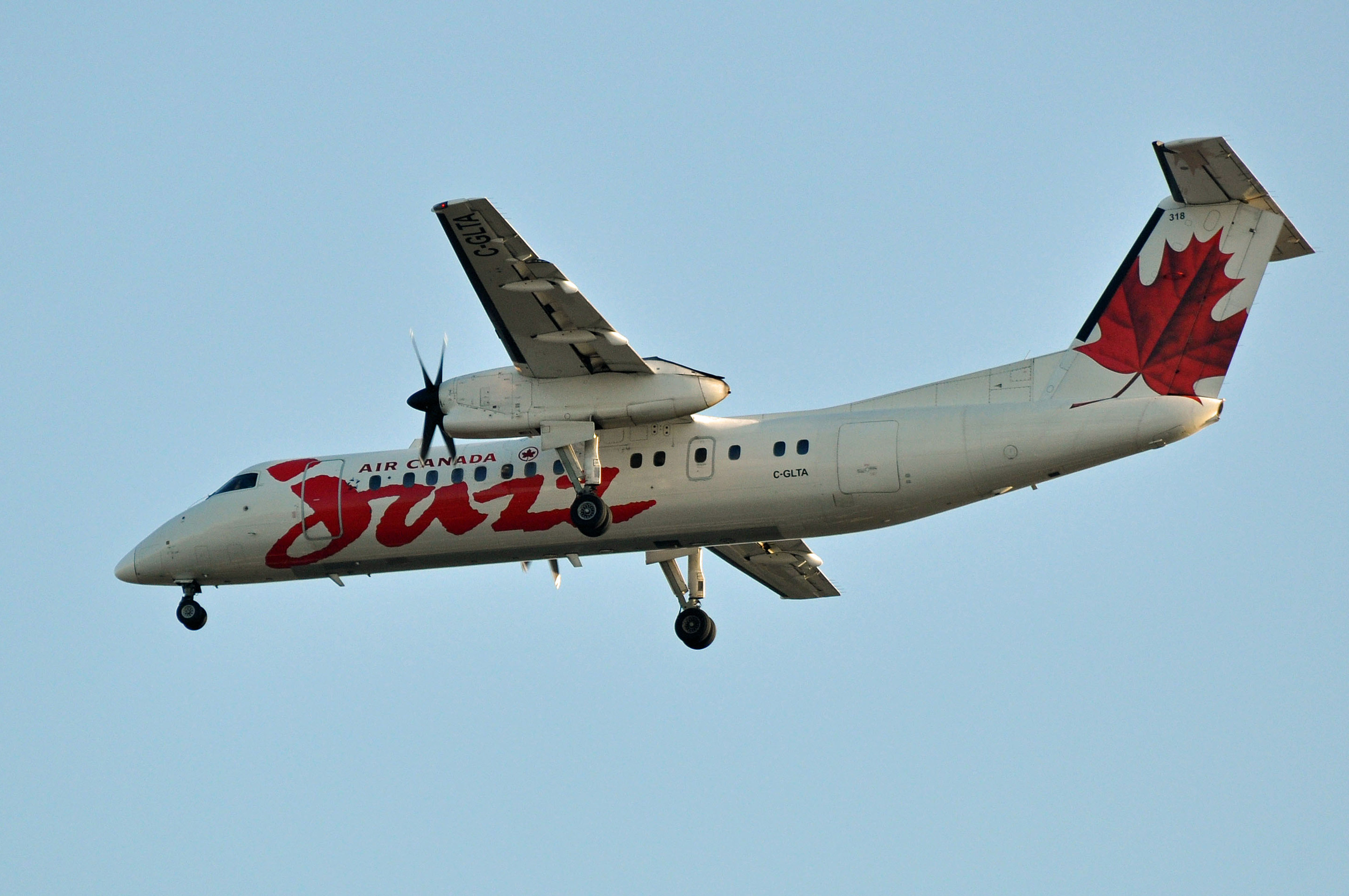
DHC-8-300 der Time Air. Fliegt nach der Übernahme durch Air Canada in den Farben von Air Canada Jazz

Time Air of Canada wurde 1966 von Walter „Stubb“ Ross gegründet. Ursprünglich „Lethbridge Air Service“, später dann in Time Airways umbenannt. Als erstes Flugzeug betrieb Time Air die Beechcraft 18. Time Air hatte ihre Basis ursprünglich auf dem Flughafen Lethbridge.
Als Air Canada ihre Linienverbindungen von Lethbridge nach Calgary und nach Edmonton in den frühen siebziger Jahren aufgab, übernahm Time Air die Verbindung. Außerdem wurden Flugzeuge des Typs de Havilland Canada DHC-6 „Twin Otter“ eingeflottet, die in den nächsten 20 Jahren durch Short 330 ersetzt wurden. Time Air of Canada war die erste Fluggesellschaft, die die Short 330 einsetzte. Auch Fokker F 27 „Friendship“ kamen im Laufe der Jahre zur Flotte hinzu. Das Nachfolgemodell der Short 330, die Short 360 wurde ebenfalls von Time Air betrieben, wie auch die de Havilland Canada DHC-7.
Als Ergänzung zur de Havilland Canada DHC-7 wurde die De Havilland DHC-8-300 bestellt. Die Short 360 beflogen Kurzstrecken im Inland, z. B. die Strecke Vancouver–Victoria. Time Air übernahm im Zuge ihrer Expansion Southern Frontier Airlines und Norcanair. Bedingt durch die Übernahmen anderer Fluggesellschaften flogen kurzzeitig auch Flugzeuge der Typen Convair CV-580 und Convair CV-640 für Time Air. Als einziger Jet wurde die Fokker F-28 Fellowship eingesetzt. Wegen des Erfolgs der F28-Verbindungen bestellte Time Air weitere Exemplare dieses Flugzeugmusters. In den 1980er Jahren erwarb Canadian Airlines eine Minderheitsbeteiligung und übernahm Time Air 1991 komplett.
Im April 1993 wurden Time Air of Canada und Ontario Express Teil von Canadian Regional Airlines, einer Holding für Regionalverbindungen von Canadian Airlines, behielten aber ihre Eigenständigkeit bei. Time Air betrieb von nun an Codesharing als Regionalfluggesellschaft mit Canadian Airlines. Im Juli 1998 fusionierten Time Air of Canada und Ontario Express zu Canadian Regional Airlines und verloren somit ihren eigenständigen Markenauftritt. Nachdem Air Canada „Canadian Airlines“ übernommen hatte, wurde im Jahr 2001 Canadian Regional Airlines ein Teil von Air Canada Jazz.

## Flugziele
Time Air of Canada beflog zwei Internationale Strecken in die USA: Von Vancouver nach Seattle-Tacoma mit de Havilland Canada DHC-7 und de Havilland Canada DHC-8-300; Regina-Minneapolis/St.Paul mit Fokker F-28.

### Ziele im Jahr 1988
- Campbell River
- Cold Lake
- Comox
- Dawson Creek
- Fort Chipewyane
- Fort MC Murray
- Fort Nelson
- Fort St. John
- Grande Prairie
- High Level
- Kamloops
- La Ronge
- Lethbridge
- Lloydminster
- Medicine Hat
- Regina-Minneapolis/St.Paul
- Nanaimo
- Peace River
- Saskatoon
- Seattle
- Victoria
- Williams Lake
- Winnipeg

## Flotte

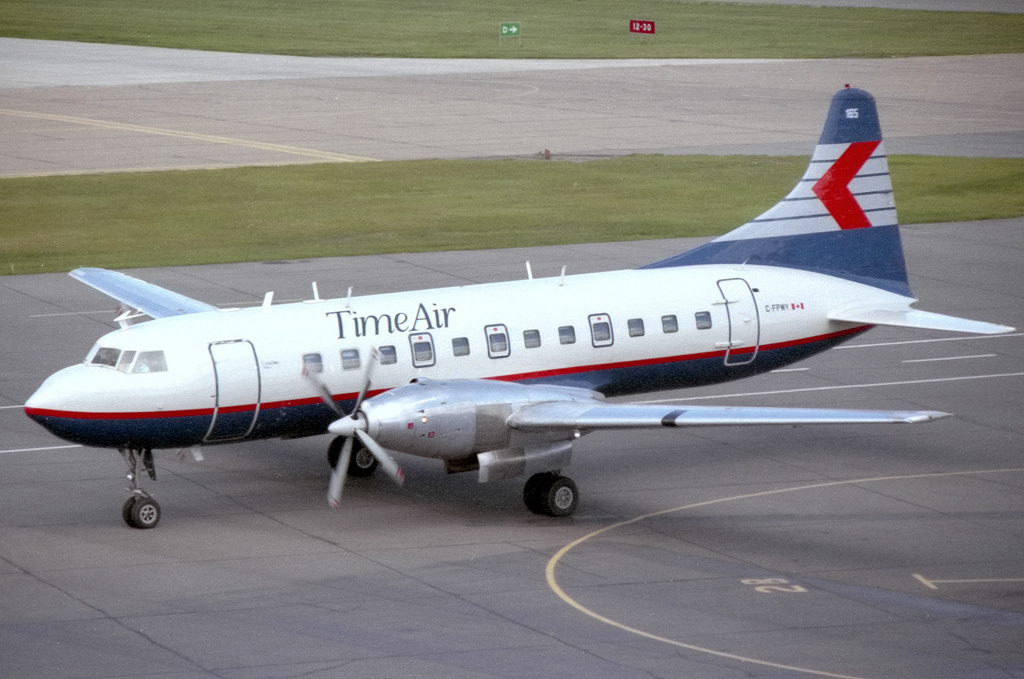
Convair CV-640 der Time Air, Edmonton 1989

### Flotte bei Betriebseinstellung
| Flugzeugtyp                   | Anzahl | Sitzplätze |
| ----------------------------- | ------ | ---------- |
| de Havilland Canada DHC-8-300 | 26     | 56         |

### Zuvor eingesetzte Flugzeugtypen
- de Havilland Canada DHC-6 „Twin Otter“
- de Havilland Canada DHC-7
- Convair CV-580
- Convair CV-640
- Fokker F-27 „Friendship“
- Fokker F28 „Fellowship“
- Short 330[3]
- Short 360DHC-7